# McDonald County
McDonald County är ett administrativt område i delstaten Missouri, USA, med 23 083 invånare. Den administrativa huvudorten (county seat) är Pineville. 

## Geografi
Enligt United States Census Bureau så har countyt en total area på 1 398 km². 1 398 km² av den arean är land och 0 km² är vatten.    

### Angränsande countyn
- Newton County - norr
- Barry County - öst
- Benton County, Arkansas - söder
- Delaware County - väst
- Ottawa County - nordväst